# Мясниково (Крым)
Мясниково (до 1948 года Гормир-Дрошак; укр. М'ясникове, крымскотат. Mâsnikovo, Мясниково) — исчезнувшее село в Красноперекопском районе Республики Крым, располагавшееся на севере района, на юго-западном берегу Кирлеутского озера, сейчас отдельная северо-восточная часть современного села Источное.

## История
Впервые в исторических документах название встречается в Списке населённых пунктов Крымской АССР по Всесоюзной переписи 17 декабря 1926 года, согласно которому в селе Мясниково, Ново-Александровского сельсовета Джанкойского района, числилось 24 двора, из них 23 крестьянских, население составляло 121 человек, из них 115 армян, 4 русских, 1 немец, действовала армянская школа. Постановлением ВЦИК от 30 октября 1930 года был восстановлен Ишуньский район и село, вместе с сельсоветом, включили в его состав. Постановлением Центрального исполнительного комитета Крымской АССР от 26 января 1938 года Ишуньский район был ликвидирован и создан Красноперекопский район с центром в поселке Армянск (по другим данным 22 февраля 1937 года). На подробной карте РККА северного Крыма 1941 года обозначен армянский колхоз «Гармир-Дрошак» в селе Мясниково, в котором отмечено 72 двора.
В 1944 году, после освобождения Крыма от фашистов, согласно Постановлению ГКО № 5984сс от 2 июня 1944 года, 27 июня крымские армяне были депортированы в Среднюю Азию. С 25 июня 1946 года селение в составе Крымской области РСФСР. Указом Президиума Верховного Совета РСФСР от 18 мая 1948 года, в Мясниково переименовали Гормир-Дрошак, но такое название носил колхоз в селе. 26 апреля 1954 года Крымская область была передана из состава РСФСР в состав УССР. К 1960 году, поскольку в «Справочнике административно-территориального деления Крымской области на 15 июня 1960 года» селение уже не значилось, Мясниково включили в состав Источного (согласно справочнику «Крымская область. Административно-территориальное деление на 1 января 1968 года» — в период с 1954 по 1968 годы).